# فرودگاه ولانس-شابوی
فرودگاه ولانس-شابوی (به فرانسوی: Aéroport de Valence-Chabeuil) یک فرودگاه نظامی/غیرنظامی مسافربری با کد یاتا VAF است که یک باند فرود آسفالت دارد و طول باند آن ۲۱۰۰ متر است. این فرودگاه در کشور فرانسه قرار دارد و در ارتفاع ۱۶۰ متری از سطح دریا واقع شده است.